# Vojtěch Číž
Vojtěch Číž (10. listopadu 1938 – 27. listopadu 2015) byl český hokejový útočník.

## Hokejová kariéra
V československé lize hrál za TJ Gottwaldov. Odehrál 3 ligové sezóny, nastoupil v 58 ligových utkáních, dal 13 gólů a měl 18 asistencí. V roce 1965 odešel do týmu TJ Spartak Hradec Králové.

## Klubové statistiky
| Sezona    | Klub                      | Soutěž  | Základní část | Základní část | Základní část | Základní část | Základní část |
| Sezona    | Klub                      | Soutěž  | Z             | G             | A             | B             | TM            |
| --------- | ------------------------- | ------- | ------------- | ------------- | ------------- | ------------- | ------------- |
| 1960/1961 | TJ Gottwaldov             | 1. liga | 3             | 0             | 1             | 1             | 0             |
| 1961/1962 | TJ Gottwaldov             | 2. liga | -             | -             | -             | -             | -             |
| 1962/1963 | TJ Gottwaldov             | 2. liga | -             | -             | -             | -             | -             |
| 1963/1964 | TJ Gottwaldov             | 1. liga | 28            | 5             | 12            | 17            | 12            |
| 1964/1965 | TJ Gottwaldov             | 1. liga | 27            | 8             | 5             | 13            | 10            |
| 1965/1966 | TJ Spartak Hradec Králové | 2. liga | -             | -             | -             | -             | -             |